# Teleférico da Providência
O Teleférico da Providência é um sistema de teleférico que opera no Morro da Providência, na Zona Central da cidade do Rio de Janeiro. Foi operado de 2014 a 2016 pela concessionária Porto Novo e desde 2024 é operado pela Prefeitura do Rio.
É composto por uma única linha, que possui 3 estações e 721 m de extensão. O sistema entrou em operação no dia 2 de julho de 2014. A Estação Central do Brasil possibilita integração com outros modais de transporte, enquanto que da Estação Gamboa é possível fazer conexão com a Parada Providência do VLT Carioca. O sistema foi implantado no âmbito do Porto Maravilha, uma operação urbana que visa revitalizar a Zona Portuária do Rio de Janeiro. 

## Obras
O projeto para a implantação do teleférico foi iniciado em 2010, ano em que o Morro da Providência recebeu a 7ª UPP (Unidade de Polícia Pacificadora). As obras, que foram iniciadas em fevereiro de 2012, foram concluídas cerca de um ano depois, em maio de 2013. No entanto, houve um atraso de mais de um ano para o início da operação devido a dificuldades em encontrar alguma empresa privada que desejasse operar o sistema. O sistema foi finalmente inaugurado no dia 2 de julho de 2014, com a Companhia de Desenvolvimento Urbano da Região do Porto do Rio de Janeiro (CDURP) sendo a operadora.
Ao todo foram gastos R$ 75 milhões na construção do teleférico, utilizados na construção das estações, na montagem das torres, no remanejamento da rede de energia e na implantação de vias de serviço. O sistema é operado por 16 gôndolas, cada uma podendo comportar oito passageiros sentados e dois em pé, que em conjunto podem transportar até mil passageiros por hora em cada sentido. O custo de manutenção do sistema era, em meados de 2019, de R$ 1,4 milhões.
Para a construção da Estação Américo Brum, uma quadra esportiva foi removida, gerando protestos por parte da população. Na ocasião, a prefeitura alegou que reformou outra quadra para compensar a perda do espaço.

## Fim e retorno das operações
O serviço estava inoperante desde o dia 17 de dezembro de 2016, após o fim do contrato de operação com a operadora.
Em 2021, a Companhia Carioca de Parcerias e Investimentos (CCPar), órgão da Prefeitura do Rio de Janeiro, anunciou o retorno do serviço, com reabertura planejada para o fim do ano de 2023.
Em 7 de abril de 2024, a Prefeitura do Rio, anunciou a reabertura do teleférico. A recuperação do modal custou 42 milhões de reais.
Menos de um ano depois, em 2 de abril de 2025, o teleférico foi novamente fechado devido a vandalismo, uma vez que a sala dos motores foi invadida e peças foram furtadas.

## Estações
O sistema é composto por 3 estações em operação, das quais todas são elevadas. A tabela abaixo lista o nome, a data de inauguração, o bairro, os modais de transporte que são integrados, a posição e as coordenadas geográficas de cada estação:
| Nome              | Inauguração-2014   | Bairro | Integração                                                                       | Posição | Latitude      | Longitude     |
| ----------------- | ------------------ | ------ | -------------------------------------------------------------------------------- | ------- | ------------- | ------------- |
| Central do Brasil | 2 de julho de 2014 | Centro | Terminal rodoviário · Estação de Trem Urbano · Estação de Metrô · Estação de VLT | Elevada | 22° 54' 08" S | 43° 11' 30" O |
| Américo Brum      | 2 de julho de 2014 | Gamboa | -                                                                                | Elevada | 22° 53' 57" S | 43° 11' 39" O |
| Gamboa            | 2 de julho de 2014 | Gamboa | Estação de VLT                                                                   | Elevada | 22° 53' 51" S | 43° 11' 46" O |